# Knut (groupe)
Pour les articles homonymes, voir Knut.
 (août 2018).
Si vous disposez d'ouvrages ou d'articles de référence ou si vous connaissez des sites web de qualité traitant du thème abordé ici, merci de compléter l'article en donnant les références utiles à sa vérifiabilité et en les liant à la section « Notes et références ».
Knut est un groupe musical de Genève, Suisse, actif depuis 1994 et mélangeant hardcore, sludge, mathcore et metal ainsi que d'autres influences venant de sous-genres divers de musique underground.

## Historique
Les débuts du groupe sont DIY, avec de nombreux concerts sur la scène squat genevoise et un premier 45 tours en 1994 produit et sorti par eux-mêmes, limité à 200 exemplaires, et un second en 1996 partagé avec le groupe lausannois Ishma, puis la création de leur structure Snuff Records où sort leur premier CD 7 titres Leftovers en 1997. En 1998 ils publient Bastardiser, premier album longue durée qui reçoit un accueil enthousiaste de la part des cercles hardcore et metal underground; ils accomplissent leur première tournée hors de Suisse cette année-là en compagnie du groupe Tantrum, de Montpellier, avec qui ils réalisent un split 45 tours commun.
Au terme de cette tournée, le bassiste et membre fondateur Thierry van Osselt quitte le groupe pour se consacrer à son activité d'ingénieur du son. Un bref intérim est assuré pour quelques concerts d'abord par Gabriel Farine (bassiste-chanteur de Fragment) puis par Jérome Pellegrini (guitariste de Nostromo). Jeremy Tavernier, qui tenait la basse dans Nostromo, intègre ensuite Knut et effectue sa première date à Nancy en compagnie de Blockheads. C'est lors de cette date que Gregor Iwanoff, ancien batteur de AcMe (groupe phare de la scène hardcore européenne[réf. nécessaire], originaire de Brême en Allemagne) vient rencontrer Knut, dont il souhaite rééditer Bastardiser en vinyle sur son label Chrome St. Magnus. Il charge Jacob Bannon, graphiste et chanteur du groupe Converge, d'en réaliser la pochette.
Au cours de l'année 1999, Knut est remarqué par des formations de l'écurie Hydra Head Records telles que Converge et Botch, avec qui le groupe effectue des dates européennes. Knut et Converge (dont c'est la première tournée en Europe[réf. nécessaire]) partagent notamment la scène à Rennes au Superbowl of Hardcore, organisé par le label Overcome Records. À la fin de l'année 1999, Knut rejoint officiellement Hydra Head Records, label américain réputé dans le milieu, fondé par Aaron Turner, le leader de Isis. L'arrivée du groupe sur ce label est marquée par deux sorties: d'abord une réédition de Bastardiser aux États-Unis, puis un CDEP éponyme d'anciens titres compilés.
En août 2001, Knut accomplit une tournée de trois semaines aux États-Unis avec Isis et Thrones ; 17 dates à travers tout le pays aussi bien dans de petits clubs qu'au Milwaukee Metalfest ou au mythique club CBGB de New York. En 2002 sort Challenger, qui est immédiatement considéré comme un chef-d'œuvre dans le milieu et par la critique,,,,, (l'album figure notamment à la 17e place du classement annuel des 40 meilleurs albums extrêmes par le magazine anglais Terrorizer, aux côtés de Dillinger Escape Plan, Isis, Mastodon, Botch, Opeth, Meshuggah); l'album puis les tournées suivantes assoient Knut comme l'un des meilleurs en son genre. L'année 2003 est marquée par l'inclusion temporaire de Thomas Guillanton, membre du groupe français Ananda, au poste de second guitariste. Plusieurs tournées européennes ont lieu, notamment avec Isis et Nostromo, ponctuées par une prestation au Furyfest (précurseur du Hellfest) en compagnie de Gojira, Sick of It All, Entombed, Madball, The Exploited, Blockheads...
Knut prend ensuite une pause jusqu'en 2005, année durant laquelle Roderic Mounir effectue une tournée européenne en tant que batteur de Jesu, en remplacement de Ted Parsons. L'année 2005 marque la sortie de Terraformer, coédité par Hydra Head (États-Unis) et Conspiracy Records (Europe). Un album plus expérimental qui les voit arriver à maturité, avec l'inclusion de plages électroniques ambient, une thématique explorant les grands désordres de la globalisation et la présence moins marquée du chant. L'album est toujours aussi bien accueilli,,,,, et le groupe tourne dans toute l'Europe, mais sans Philippe Hess qui part se consacrer notamment à Nebra ; Jeremy reprend alors le poste de guitariste (qu'il a déjà occupé sur l'essentiel de Terraformer) tandis que la basse est reprise par Jérôme Doudet, musicien aguerri et vieille connaissance du groupe, qui est passé par une multitude de formations genevoises (Prejudice, Edison, Buz, I Mericani, , etc.). Knut tourne avec Tim Robert-Charrue, autre ancien Prejudice actif dans Commodore au poste de second guitariste. En 2006 avec Alter, Knut concrétise un vieux projet, celui de l'album de remixes: ceux-ci sont confiés à des artistes expérimentaux ou électroniques tels que Justin Broadrick (Godflesh, Jesu, Final, Techno Animal), Mick Harris (Napalm Death, Scorn, Lull), KK Null (Zeni Geva), Dälek, Francisco Lopez, Asmus Tietchens, Oren Ambarchi, , etc.
En 2006, Knut effectue plusieurs tournées dont une sur sol britannique avec Taint et une autre avec impure Wilhelmina, partageant aussi la scène Hard'n'Heavy du Hellfest avec Opeth, Nile, Celtic Frost, Ringworm, Capricorns et Cortez. Quand Jeremy décide à son tour de partir pour s'investir dans Mumakil, son projet grindcore, seuls deux membres originaux demeurent et le groupe subit un brusque coup d'arrêt. Avec l'arrivée de Christian Valleise, ancien de Prejudice et membre de Impure Wilhelmina, les affaires reprennent: d'abord sur la route notamment à travers l'Europe de l'Est et les Balkans avec les Suisses Monno, puis sous la forme d'une première composition (Fast Forward Bastard) enregistrée pour la compilation Falling Down (vol.1).
En 2010, Knut concrétise cette nouvelle dynamique avec l'album Wonder, première sortie discographique depuis 2006. Enregistré chez Serge Morattel, qui fut responsable de Challenger près de dix ans plus tôt, l'album reçoit un accueil enthousiaste auprès du public et de la critique internationale,,. Le vernissage a lieu à la fin de l'été 2010 à l'Usine avec Dälek et Melt Banana. Les tournées reprennent, permettant notamment de visiter pour la première fois des contrées comme la Russie, de rejouer au Hellfest (2011) et de retrouver sur la route de vieilles connaissances telles que les groupes Keelhaul, Taint, Red Sparowes. En janvier 2012 pourtant, Knut annonce une trêve à durée indéterminée.
Knut sort en 2014 brièvement de son silence, le temps d'une reprise de Godflesh (Merciless) incluse sur l'anthologie Fathers of our Flesh – Tribute to Godflesh publiée par le label italien Fobofile Productions. Le titre est l'occasion d'une collaboration inédite avec le chanteur des Young Gods, Franz Treichler.
Par la suite, plusieurs rééditions en vinyle remettent Knut sur le devant de la scène: celle de Bastardiser en 2019 par le label montpelliérain Head Records, suivie par celle de Leftovers en 2020 (une première sur microsillon) par le label chaux-de-fonnier Hummus Records, suivi de Terraformer en avril 2021.
Les membres de Knut se sont consacrés à divers nouveaux projets. Roderic Mounir, Tim Robert-Charrue et Christian Valleise ont monté avec Adriano Perlini un quatuor noise massif sans chant, nommé Brutalist (2014-2018), responsable d'un enregistrement finalisé en 2019. Didier Séverin de son côté s'est lancé dans un prolifique trio drone électronique, strom|morts, avec Olivier Hähnel et Mathieu Jallut,.
Didier Séverin décède le 23 mars 2022 à l'âge de 51 ans,,,.
Le 24 mars 2023, les amis de Didier ont marqué le premier anniversaire de sa disparition en organisant un événement à L'Usine, la principale salle underground de Genève où il a travaillé pendant un certain temps il y a plusieurs années. Appelé Didzfest, l'événement a réuni des groupes proches de Knut (Nostromo, Impure Wilhelmina, HEX, TERM) ainsi que son dernier groupe de drone, strom|morts, qui s'est produit en duo, et trois projets noise/drone/ambient (POL, Solastalgia, The Dead Travel Fast). Les anciens membres de Knut ont joué un court set instrumental, rejoints par deux amis de longue date, James "Jimbob" Isaac (anciennement de Taint et Hark, maintenant Silverburn) et Panos Agoros (Dephosphorus) qui ont tenu le micro sur quelques morceaux.

## Membres
- Didier Séverin - voix, électronique (dès 1994)
- Roderic Mounir - batterie, guitares additionnelles (dès 1994)
- Jérôme Doudet - basse, électronique additionnelle (dès 2005)
- Tim Robert-Charrue - guitare (dès 2006)
- Christian Valleise - guitare (dès 2007)

## Anciens membres
- Thierry van Osselt - basse (1994-1998)
- Philippe Hess - guitare (1994-2005)
- Jeremy Tavernier - basse (1998-2005), guitare (2005-2006)
- Gabriel Farine - basse (1998)
- Jérôme Pellegrini - basse (1998)
- Thomas Guillanton - guitare (2003)

## Discographie
- Knut 7" (1994, autoproduction)
- Split 7" avec Ishma (1996, autoproduit / Bone Tone)
- Leftovers MCD (1997, Snuff Records; réédité en 2003 chez Ronald Reagan Records; édité en vinyle par Hummus Records en 2020)
- Bastardiser (1998, Snuff Records; vinyle par Chrome St. Magnus en 1999; réédité par Hydra Head en 2001; réédité en vinyle par Head Records en 2019)
- Split 7" avec Tantrum (1998, Snuff / Vicious Circle)
- Ordeal 7" (1999, Snuff Records / Molaire Industries)
- DIY MCD (1999, autoproduit)
- Split avec Botch et Ananda (2000, Mosh Bart Industries)
- Knut EP (2001, Hydra Head Records)
- Challenger (2002, Hydra Head Records, vinyle par Chrome St. Magnus; réédité en vinyle orange, pochette gatefold par Division Records en 2010)
- Terraformer (2005, Hydra Head Records / Conspiracy Records, réédité en vinyle par Hummus Records en 2021)
- Alter (album de remixes, 2006, Hydra Head Records)
- Wonder (2010, Hydra Head Records / Conspiracy Records)